# Jefferson (Dakota Południowa)
Jefferson – miasto w Stanach Zjednoczonych, w stanie Dakota Południowa, w hrabstwie Union.